# Tabidia nacoleialis
Tabidia nacoleialis là một loài bướm đêm trong họ Crambidae.